# 施瓦岑
施瓦岑是德国莱茵兰-普法尔茨州的一个市镇。总面积3.88平方公里，总人口134人，其中男性64人，女性70人（2011年12月31日），人口密度35人/平方公里。